# TARBP2
TARBP2 (англ. TARBP2, RISC loading complex RNA binding subunit) – білок, який кодується однойменним геном, розташованим у людей на короткому плечі 12-ї хромосоми. Довжина поліпептидного ланцюга білка становить 366 амінокислот, а молекулярна маса — 39 039.
| 10         |  | 20         |  | 30         |  | 40         |  | 50         |
| ---------- |  | ---------- |  | ---------- |  | ---------- |  | ---------- |
| MSEEEQGSGT |  | TTGCGLPSIE |  | QMLAANPGKT |  | PISLLQEYGT |  | RIGKTPVYDL |
| LKAEGQAHQP |  | NFTFRVTVGD |  | TSCTGQGPSK |  | KAAKHKAAEV |  | ALKHLKGGSM |
| LEPALEDSSS |  | FSPLDSSLPE |  | DIPVFTAAAA |  | ATPVPSVVLT |  | RSPPMELQPP |
| VSPQQSECNP |  | VGALQELVVQ |  | KGWRLPEYTV |  | TQESGPAHRK |  | EFTMTCRVER |
| FIEIGSGTSK |  | KLAKRNAAAK |  | MLLRVHTVPL |  | DARDGNEVEP |  | DDDHFSIGVG |
| SRLDGLRNRG |  | PGCTWDSLRN |  | SVGEKILSLR |  | SCSLGSLGAL |  | GPACCRVLSE |
| LSEEQAFHVS |  | YLDIEELSLS |  | GLCQCLVELS |  | TQPATVCHGS |  | ATTREAARGE |
| AARRALQYLK |  | IMAGSK     |  |            |  |            |  |            |

A: Аланін

C: Цистеїн

D: Аспарагінова кислота

E: Глутамінова кислота

F: Фенілаланін

G: Гліцин

H: Гістидин

I: Ізолейцин

K: Лізин

L: Лейцин

M: Метіонін

N: Аспарагін

P: Пролін

Q: Глутамін

R: Аргінін

S: Серин

T: Треонін

V: Валін

W: Триптофан

Кодований геном білок за функцією належить до фосфопротеїнів. 
Задіяний у таких біологічних процесах, як регуляція трансляції, РНК-залежне заглушення генів. 
Білок має сайт для зв'язування з РНК. 
Локалізований у цитоплазмі, ядрі.